# NGC 4514
NGC 4514 is een spiraalvormig sterrenstelsel in het sterrenbeeld Hoofdhaar. Het hemelobject werd op 13 maart 1785 ontdekt door de Duits-Britse astronoom William Herschel.

## Synoniemen
- UGC 7693
- MCG 5-30-15
- ZWG 159.11
- PGC 41610